# Michael Huyghue
Michael L. Huyghue (nació el 21 de septiembre de 1961; pronunciado "hewg") es un abogado deportivo y empresario que desde 2007 se desempeña como comisionado de la United Football League. Anteriormente fue miembro del departamento legar de la Asociación de Jugadores y después del Consejo General de la National Football League.
Tras la formulación de la World League of American Football, predecesor de la NFL Europa, Huyghue se unió como gerente general del Birmingham Fire  Después de que la liga cesara su actividad en 1992, pasó a ser vicepresidente de los Detroit Lions de la National Football League, mismo cargo tuvo en los Jacksonville Jaguars desde 1994 hasta 2001.  También fue agente deportivo, entre los jugadores que representó estaban Adam "Pacman" Jones.